# Sciuscià (strip)
Sciuscià je talijanska serija stripova koju je stvorio nakladnik i književnik Tristano Torelli u tandemu s ilustratorom Ferdinandom Tacconijem, a također su je kasnije razvili Gianna Arguissola i Renzo Barbieri kao autori i Franco Paludetti i Gianluigi Coppola kao crtači. Izvorno je trajao od 1949. do 1956. godine.

## Povijest i profil
Strip je nadahnut neorealističkim dramskim filmom Čistači cipela Vittorija De Sice, a sama serija opisana je kao "neorealistički strip". Smješten u Italiju između kraja Drugog svjetskog rata i suvremenih dana, svako je izdanje bilo samostalna epizoda i pripovijedalo je o pustolovinama mladog čistača cipela Nica i njegovih prijatelja. Debitirao je 22. siječnja 1949. i postigao neposredni uspjeh.
U početku ispunjene realističnim elementima, priče su postupno gubile originalnost i vjerodostojnost, a grupa tinejdžera poslana je u misije u Africi, Kini ili Kanadi, a kvaliteta i komercijalni uspjeh serije počeli su propadati. Počevši od rujna 1953., brojevi su izlazili bez naslova. Sciuscià je službeno prestao objavljivati u travnju 1955. godine, dok je serija nastavila izlaziti u Il Piccolo Sceriffo do 1956.
Serija je nakratko uskrsnula 1965. u strip časopisu Commandos, s novim pričama koje je još napisao Torelli, a ilustrirala Lina Buffolente. Serija stripova također je nadahnula roman Sciuscià (1952), koji su napisali Tristano Tirelli i Gianna Arguissola.
Tijekom godina serija stripova objavljena je nekoliko puta.